# Sukamukti (Bojongmangu)
Sukamukti is een bestuurslaag in het regentschap Bekasi van de provincie West-Java, Indonesië. Sukamukti telt 3724 inwoners (volkstelling 2010).